# Berghia
Berghia (węg. Mezőbergenye) – wieś w Rumunii, w okręgu Marusza, w gminie Pănet. W 2011 roku liczyła 1132 mieszkańców.